# Роже Лафонтан
Роже Лафонтан (1931 — 29 вересня 1991) — колишній лідер тонтон-макутів, міністр в адміністрації диктатора Жана-Клода Дювальє. Був лідером перевороту в січні 1991 року та навіть на один день проголосив себе президентом Гаїті.